# یوها سیپیلا
یوها سیپیلا (انگلیسی: Juha Sipilä؛ زادهٔ ۲۵ آوریل ۱۹۶۱) یک سیاست‌مدار اهل فنلاند است.